# ワシーリー・スターリン
ワシーリー・ヨシフォヴィチ・ジュガシヴィリ（グルジア語: ვასილი იოსების ჯუღაშვილი、 ロシア語: Васи́лий Ио́сифович Джугашви́ли；1921年3月21日 - 1962年3月19日）は、ソビエト連邦の軍人。最終階級は空軍中将。
ソ連の最高指導者ヨシフ・スターリンの次男。ワシーリー・スターリンと表記されることもある。

## 経歴

### 生い立ち
1921年3月21日、スターリンと彼の2番目の妻ナジェージダ・アリルーエワの子として生まれる。父からはワシカ・クラースヌイ（Васька Красный, 赤猫）という渾名で呼ばれていた。前妻エカテリーナ・スワニーゼの子であるヤーコフ・ジュガシヴィリは異母兄にあたる。
スターリンは前妻エカテリーナ以外の家族に深い愛情を注ぐ事はなく、ヤーコフと同じくワシーリーも冷淡な態度で扱われていた。最高指導者の息子でありながら特別扱いを受ける事もなく、一般人と同様の教育を受け、護衛も無しで路面電車で通学させられた。1932年11月8日、母ナジェージダが自殺した後は一層この傾向が深まり、ワシーリーと同母妹スヴェトラーナの育児は殆ど家政婦に任されていた。
だが不器用なヤーコフと違って要領の良い性格であったため、父から疎まれていても自分が独裁者の息子である事は変わらず、その威光で側近達を利用すればよい事も理解していた。1938年、17歳のワシーリーは軍務を望んでクリミアのカチン航空学校入校を希望した。この時、スターリンの側近だったラヴレンチー・ベリヤに命じて密かに推薦状を書かせている。

### 第二次世界大戦
空軍学校においてワシーリーは、父スターリンの威光を重役達が恐れるのを利用して、ツァーリの如く振る舞ったという。他の生徒とは別に個室を与えられ、将校食堂で食事を取り、外出許可まで与えられていた。しかし、この事はスターリンに密告されてしまい、激怒した彼は校長に「いかなる特別扱いも行ってはならない」と厳命を下した。以降はワシーリーも普通の生徒と同じ扱いになったが、こうした逸話にもかかわらず、陽気な性格から他の生徒達との関係は良好であり、生徒隊長選抜の際には推薦もされた。
1940年4月、空軍学校卒業後にパイロットとしてモスクワ郊外の第16航空連隊に配属され、軍人としての経歴が始まった。先の命令にもかかわらず、相変わらず父の威光を活用して不正や出世を重ね、人材不足であったとはいえ、異様なスピードで昇進を重ねた。1941年6月の独ソ戦勃発時、空軍参謀本部附属の監察飛行士であったワシーリーは、12月に20歳の若さで少佐に任官、砲兵中尉として前線で中隊を率いて戦っていた兄を追い越してしまった（但し、パイロットの空軍士官は一般的に、陸海軍や地上勤務の空軍士官に比べ、佐官の階級までは若齢で昇進が進む傾向はある）。そればかりか数ヵ月後に更なる昇進を重ね、1942年2月には21歳で大佐にまで栄達している。なお、実務面では26回の出撃で撃墜2機・協同撃墜3機と少ないながら戦果も挙げている。
兄ヤーコフがドイツ軍の捕虜となり、1943年に収容所で死亡した後も、空軍の青年将校として気侭な日々を送り、戦後の1946年には遂に25歳での少将昇進が決定された。翌47年には中将に昇進、モスクワ軍管区の空軍司令官に抜擢されている。だが、ワシーリーは一パイロットとしてはともかく、指揮官としての実務経験が皆無であったため、事実上の名誉職でしかなく、また本人に意欲も無かった。そのため、専ら地位を活用して趣味のスポーツ振興に熱意を注いだ。

### スポーツ振興
私生活ではホッケーに深い興味を持ち、妻となるガリーナ・ブルドスカイアもホッケー選手のウラジーミル・メニシコフから紹介されたのが縁だとされている。ワシーリーは彼女に夢中になって毎晩花束を抱えてバイクで家に通い、彼女に見せ付けるためにモスクワ川上空に飛行機を旋回させる事までして、情に絆されたガリーナは結婚に応じたという。
彼の努力によって10ものスポーツ・チームが編成されたが、中でもやはり自らGMを務めたホッケー代表チームが一番の自慢であった。1950年、ホッケー代表チームは移動中に落雷による飛行機事故で全員が死亡する災難に見舞われたが、ワシーリーは自身に責任が及ぶ事を恐れて新しいメンバーを掻き集めて取り繕ったという。その際、父スターリンにも恐る恐る報告したが、そもそもホッケー（を含めたスポーツ全般）に興味が無かった彼は選手の顔を覚えておらず、何の反応も示さなかったという。

### 失脚
1952年7月27日、トゥシノで空軍記念日を祝ってモスクワ軍管区の空軍部隊による観閲飛行が行われた。責任者であるワシーリーは父スターリンに見栄を張りたいと考えてか、悪天候の中にもかかわらず強引にB-29のコピーであるTu-4爆撃機を飛行隊に参加させ、結果として1機のTu-4が墜落事故を起こした。観閲飛行での失態に加え、観閲終了後にスターリンの別荘で行われた会合にも参加せず、度重なる乱行に愛想を尽かした父と空軍によって遂に司令官を解任された。
解任から暫くしてスターリンが病没すると、後ろ盾を失いつつあったワシーリーは1953年4月28日に国家反逆罪の容疑で逮捕された。彼は「外国の通信員に会ったら全部話してやる」と息巻いていたといい、この発言が徒となってスパイ疑惑が持たれた。裁判ではこれまでの行為に対する断罪も行われ、党指導部に対する中傷、反ソヴィエト的な言動、及び軍務怠慢や汚職などの追及を受けた。調査責任者を務めた検察官レフ・ウラドジミンスキーは反逆者への無慈悲な捜査方針で知られており、拷問こそされなかったが苛烈な尋問を行い、ワシーリーは実際には無関係であった罪状まで全て自白させられている。
1953年12月、彼の庇護者であったベリヤがスターリン死後の政治闘争に敗れて処刑される。新たに台頭したニキータ・フルシチョフはスターリン派に対する粛清を進め、ワシーリーの立場は益々悪化していった。彼はゲオルギー・マレンコフやフルシチョフに温情ある決定を嘆願したが、聞き入れられず略式裁判で懲役8年が言い渡された。ワシーリーの身柄は連邦最高会議幹部会の指示によって警戒厳重なウラジミールスキー・ツェントラル刑務所（ウラジーミル中央刑務所）に送られ、そこではヴァシーリー・パヴロヴィチ・ヴァシリエフ（Vasily Pavlovich Vasilyev）と名乗らされた。

### 釈放と死

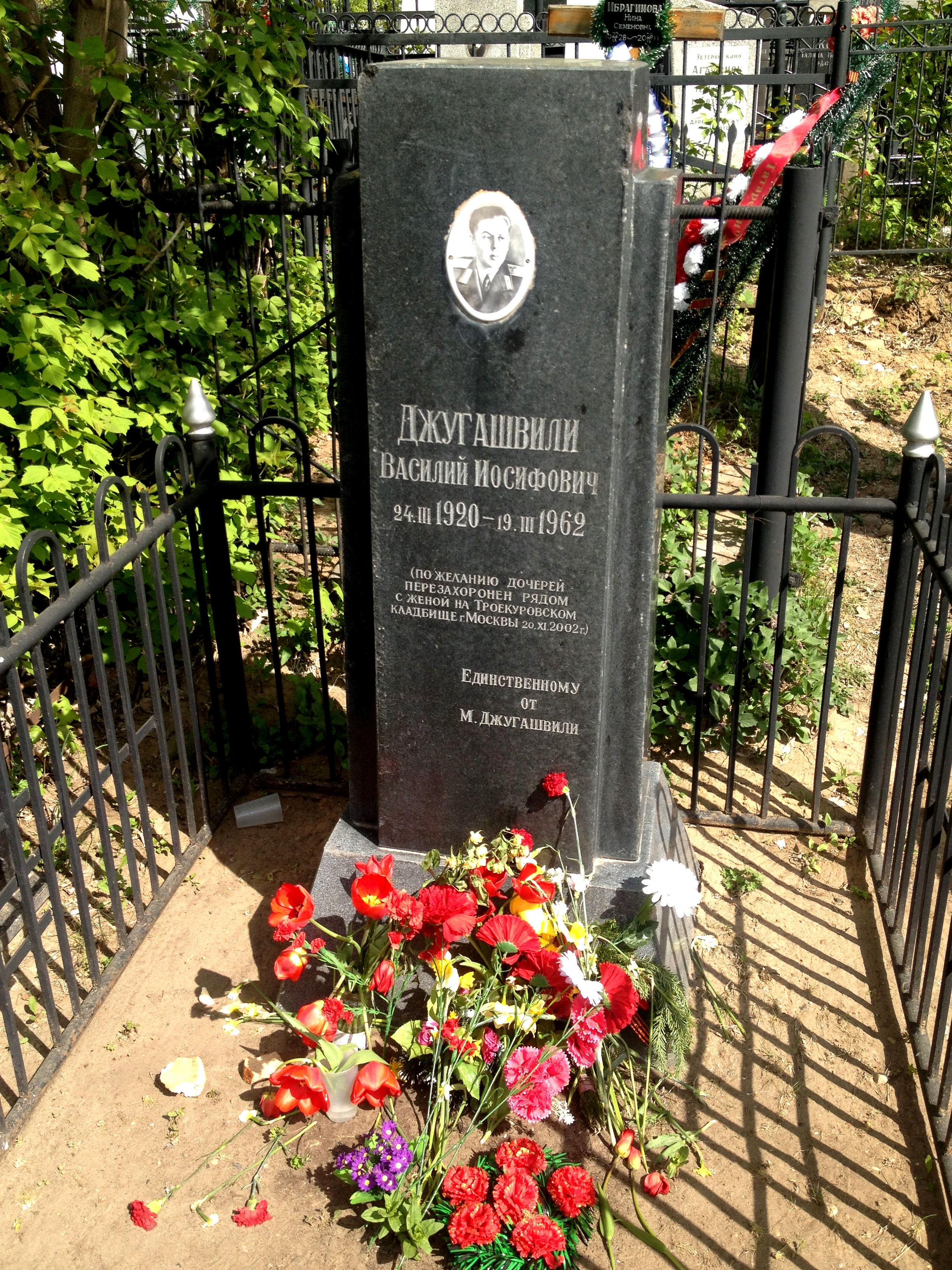
ワシーリーの墓

1960年1月11日、ワシーリーは1年程早く刑期を終えて釈放された。釈放時には彼を取り巻く政治情勢は軟化しつつあり、元将官としてモスクワ市内の住居と年300ルーブルの恩給が支払われた。また空軍中将時代の軍服や勲章の着用も許可された。だがワシーリーはアルコール依存症となり、彼の素行はモスクワにも伝えられた。1960年4月9日、クレムリンにおいて父スターリンの旧友クリメント・ヴォロシーロフと会見してアルコールを止めるように強く勧められた。4月15日、ワシーリーは治療のための入国許可を中国大使館に要請したが、折りしも中ソ対立の真っ最中であったため頓挫した。最高会議幹部会は彼の釈放取消、名誉剥奪を決定してカザンに追放した。
1962年3月19日、カザンで急性アルコール中毒によって死去したとされるが、事実は定かではない。2002年11月、モスクワのトロエクロフスコエ墓地に改葬された。

## 引用
1. ↑   “Crash Wipes Out Elite Russian Hockey Team, Killing Several Veterans of the N.H.L.”